# Table de théorie
Cet article utilise la notation algébrique pour décrire des coups du jeu d'échecs.
Aux échecs, une table de théorie est une façon de représenter les variantes possibles à partir d'une position d'ouverture donnée, sous forme de table.
On trouve notamment cette disposition dans l'Encyclopédie des ouvertures d'échecs et quelques autres ouvrages de référence.

## Disposition
Les variantes sont indiquées ligne par ligne dans la table de gauche à droite, les coups blancs sont placés au-dessus des coups noirs. Les lignes sont souvent ponctuées par des annotations et des notes de bas de page renvoient vers des commentaires d'experts ou des sous-variantes de moindre intérêt.
Quand la table est produite par des logiciels tels que ChessBase ou Scid à partir d'une base de données de parties, une indication du nombre de parties correspondantes de la base et du pourcentage de gain des Blancs figure en regard de chaque ligne.

## Limitations
Les ouvrages qui rassemblent les variantes de cette manière sont généralement volumineux. Ils ont vocation à servir de référence plutôt que de manuel pédagogique pour une ouverture. Les débutants essaient parfois de mémoriser ces lignes, sans comprendre la stratégie sous-jacente. Des coups qui n'ont pas d'intérêt pour des joueurs de haut niveau sont souvent omis, bien qu'ils ne soient pas toujours faciles à réfuter sur l'échiquier par des amateurs.

## Notation
Les coups qui mènent à la position de départ de la table depuis la position initiale sont indiqués en tête de la table quand c'est utile. La première rangée indique le numéro du coup, les rangées suivantes sont les variantes successives. Les coups identiques entre variantes sont remplacés par une ellipse « ... ». Parfois, les transpositions sont indiquées avec un tiret, ce qui signifie que la position atteinte est analysée dans une autre table après un autre ordre de coups.
Comme dans les magazines, les initiales des pièces sont remplacés par des figurines.

## Évolution
Les joueurs de haut niveau consacrent beaucoup de temps et d'effort à l'étude des ouvertures. Le repérage des nouveautés théoriques, qui peuvent créer la surprise et donner un avantage décisif, est important et facilité par ces tables. Les tables sont régulièrement mises à jour pour tenir compte de la pratique récente à haut niveau.
Grâce à des logiciels tels que ChessBase ou Scid et des bases de parties récentes comme celles fournies chaque semaine par The Week in Chess ou régulièrement par l'Informateur d'échecs, tout amateur peut bâtir une table de théorie et examiner les coups généralement joués à partir d'une position et leur succès relatif.

## Exemple
À partir de la position initiale.
|    | 1       | 2       | 3       | 4         | 5         | 6         | 7         | 8          |           |
| -- | ------- | ------- | ------- | --------- | --------- | --------- | --------- | ---------- | --------- |
| 1  | ♘f3 c5  | c4 ♘f6  | ♘c3 d5  | cxd5 ♘xd5 | d4 ♘xc3   | bxc3 g6   | e4 ♗g7    | ♖b1 OO     | 25 : 42 % |
| 2  | ... d5  | d4 ♘f6  | c4 c6   | ♘c3 e6    | e3 ♘bd7   | ♕c2 ♗d6   | b3 OO     | ♗e2 b6     | 16 : 56 % |
| 3  | ... ♘f6 | c4 e6   | ♘c3 ♗b4 | ♕c2 OO    | a3 ♗xc3   | ♕xc3 b6   | b4 a5     | ♗b2 axb4   | 28 : 63 % |
| 4  | d4 d5   | c4 dxc4 | e6      | e3 ♘f6    | ♗xc4 c5   | OO a6     | ♗b3 cxd4  | exd4 ♘c6   | 33 : 50 % |
| 5  | ...     | ... c6  | ♘f3 ♘f6 | ♘c3 dxc4  | a4 ♗f5    | ♘e5 ♘bd7  | ♘xc4 ♕c7  | g3 e5      | 28 : 63 % |
| 6  | ... ♘f6 | c4 g6   | ♘c3 ♗g7 | e4 d6     | ♘f3 OO    | ♗e2 e5    | ♗e3 c6    | d5 ♘g4     | 28 : 57 % |
| 7  | ...     | ...     | ... d5  | cxd5 ♘xd5 | e4 ♘xc3   | bxc3 ♗g7  | ♘f3 c5    | ♗e3 ♕a5    | 16 : 59 % |
| 8  | ...     | ... e6  | ♘f3 d5  | ♘c3 ♗e7   | ♗f4 OO    | e3 c5     | dxc5 ♗xc5 | a3 ♘c6     | 28 : 52 % |
| 9  | ...     | ...     | ♘c3 ♗b4 | ♕c2 OO    | a3 ♗xc3+  | ♕xc3 b6   | ♗g5 ♗b7   | f3 h6      | 23 : 67 % |
| 10 | ...     | ...     | ...     | ... d5    | cxd5 ♕xd5 | e3 c5     | ♗xc3      | ♗xc3 cxd4  | 13 : 46 % |
| 11 | e4 e6   | d4 d5   | ♘c3 ♘f6 | e5 ♘fd7   | f4 c5     | ♘f3 ♘c6   | ♗e3 cxd4  | ♘xd4 ♗c5   | 31 : 77 % |
| 12 | ... e5  | ♘f3 ♘f6 | ♘xe5 d6 | ♘f3 ♘xe4  | d4 d5     | ♗d3 ♘c6   | OO ♗e7    | c4 ♘f6     | 16 : 63 % |
| 13 | ...     | ...     | ...     | ...       | ...       | ...       | ...       | ... ♘b4    | 20 : 50 % |
| 14 | ...     | ... ♘c6 | ♗b5 ♘f6 | OO ♘xe4   | d4 ♘d6    | ♗xc6 dxc6 | dxe5 ♘f5  | ♕xd8+ ♔xd8 | 24 : 60 % |
| 15 | ...     | ...     | ... a6  | ♗a4 ♘f6   | OO ♗e7    | ♖e1 b5    | ♗b3 d6    | c3 OO      | 35 : 63 % |
| 16 | ... c5  | ♘f3 ♘c6 | ♗b5 g6  | OO ♗g7    | ♖e1 e5    | ♗xc6 dxc6 | d3 ♘e7    | ♗e3 b6     | 29 : 50 % |
| 17 | ...     | ...     | ♘c3 e5  | ♗c4 d6    | d3 ♗e7    | OO ♘f6    | ♘h4 ♘d4   | g3 ♗g4     | 16 : 59 % |
| 18 | ...     | ...     | d4 cxd4 | ♘xd4 ♘f6  | ♘c3 e5    | ♘db5 d6   | ♗g5 a6    | ♘a3 b5     | 31 : 56 % |
| 19 | ...     | ... d6  | d4 cxd4 | ♘xd4 ♘f6  | ♘c3 a6    | ♗e2 e6    | f4 ♗e7    | ♗e3 OO     | 28 : 45 % |
| 20 | ...     | ...     | ...     | ...       | ...       | ♗e3 e6    | f3 b5     | g4 h6      | 32 : 52 % |

## Utilisation dans la littérature
- John Nunn (éditeur), Graham Burgess, John Emms, Joe Gallagher (1999), Nunn's Chess Openings.  (ISBN 1-85744-221-0).
- Nick de Firmian, Walter Korn (1999), Modern Chess Openings: MCO-14.  (ISBN 0-8129-3084-3).
- Aleksandar Matanovic (éditeur), Encyclopédie des ouvertures d'échecs, 5 volumes (Belgrade, Informateur d'échecs)